# Маулвібазар-Садар
Маулвібаза́р-Сада́р (бенг. মৌলভীবাজার সদর, англ. Maulvibazar Sadar) — одна з 6 упазіл зіли Маулвібазар регіону Сілхет Бангладеш, розташована на північному заході зіли.
Населення — 278 593 особи (2008; 239 378 в 1991).

## Адміністративний поділ
До складу упазіли входять 12 вардів:
| Зіла                    | Площа, км² | Населення, осіб (2008) |
| ----------------------- | ---------- | ---------------------- |
| Акхаїлкура              | -          | 19643                  |
| Амтаїл                  | -          | 19131                  |
| Гіаснагар               | -          | 25435                  |
| Екатуна                 | -          | 16608                  |
| Камалпур                | -          | 15239                  |
| Канакпур                | -          | 18458                  |
| Кхалілпур               | -          | 24924                  |
| Манумукх                | -          | 16682                  |
| Мостафапур              | -          | 15819                  |
| Назірабад               | -          | 21171                  |
| Уппер-Кагабала          | -          | 16030                  |
| Чандігхат               | -          | 69453                  |
| * Маулвібазар-Паурашава | -          | 40107                  |